# Bainbridge (Nova York)
Bainbridge és una població dels Estats Units a l'estat de Nova York. Segons el cens del 2000 tenia 1.365 habitants.

## Demografia
Segons el cens del 2000, Bainbridge tenia 1.365 habitants, 578 habitatges, i 354 famílies. La densitat de població era de 411,7 habitants/km².
Dels 578 habitatges en un 31% hi vivien nens de menys de 18 anys, en un 47,6% hi vivien parelles casades, en un 10,2% dones solteres, i en un 38,6% no eren unitats familiars. En el 32,7% dels habitatges hi vivien persones soles el 13,1% de les quals corresponia a persones de 65 anys o més que vivien soles. El nombre mitjà de persones vivint en cada habitatge era de 2,35 i el nombre mitjà de persones que vivien en cada família era de 2,99.
Per edats la població es repartia de la següent manera: un 26,4% tenia menys de 18 anys, un 8,8% entre 18 i 24, un 26,2% entre 25 i 44, un 23,5% de 45 a 60 i un 15,1% 65 anys o més.
L'edat mediana era de 38 anys. Per cada 100 dones de 18 o més anys hi havia 89,3 homes.
La renda mediana per habitatge era de 35.231 $ i la renda mediana per família de 40.962 $. Els homes tenien una renda mediana de 28.583 $ mentre que les dones 24.091 $. La renda per capita de la població era de 18.666 $. Entorn del 7,8% de les famílies i el 12% de la població estaven per davall del llindar de pobresa.